# جیحون سلطان‌اف
جیحون سلطان‌اف (انگلیسی: Ceyhun Sultanov؛ زادهٔ ۱۲ ژوئن ۱۹۷۹) بازیکن فوتبال اهل جمهوری آذربایجان است.
از باشگاه‌هایی که در آن بازی کرده‌است می‌توان به باشگاه فوتبال قبله، باشگاه فوتبال خزر لنکران، باشگاه فوتبال ماشین‌سازی تبریز، باشگاه فوتبال کپز، باشگاه فوتبال باکو، باشگاه فوتبال نفتچی باکو، و باشگاه فوتبال سومقاییت اشاره کرد.
وی همچنین در تیم ملی فوتبال جمهوری آذربایجان بازی کرده‌است.